# She Belongs to Me
She Belongs to Me är en låt skriven och lanserad av Bob Dylan som andra spår på albumet Bringing It All Back Home 1965. Den var även b-sida till singeln "Subterranean Homesick Blues". Låten spelades först in i två versioner, en akustisk och en med elektriska instrument och man valde slutligen att ta med den elektriska versionen på albumet. Låttiteln "Hon tillhör mig" är bittert ironisk, då det ganska snart i texten står klart att förhållandet är det motsatta och att kvinnan låten handlar om inte tillhör någon alls. Låten antas handla om Suze Rotolo, då hon just innan denna inspelning gjort slut med Bob, trots hans tappra försök att få henne att ändra sig. 
Låten togs med på de amerikanska versionerna av samlingsalbumet Bob Dylan's Greatest Hits, Vol. 2 1971. En liveversion från Isle of Wight-festivalen 1969 finns med på albumet Self Portrait 1970. Versioner av låten finns även med på de senare utgivna albumen The Bootleg Series Vol. 4: Bob Dylan Live 1966, The "Royal Albert Hall" Concert och The Bootleg Series Vol. 7: No Direction Home: The Soundtrack.